# Torilis nodosa
Torilis nodosa es una especie de planta herbácea perteneciente a la familia de las apiáceas.

## Descripción
Como Torilis leptophylla, es muy ramificada pero con umbelas sésiles o casi, 3 radios y frutos más pequeños (menores o poco mayores de 4mm) que, además, no presentan las espinas en filas. Además  T. nodosa presenta frutos heterocárpicos, es decir, con una cara tuberculada y la otra cubierta de espinas (a menudo eso solo sucede en los frutos externos y los internos son todos tuberculados).
Dos ejemplares de La Almunia de Doña Godina y Chodes presentan los frutos homocárpicos y, de acuerdo con este carácter, podrían corresponder a Torilis webbii Jury (= T. nodosa subsp. webbii ). Este taxon, se distinguría de T. nodosa, además de por sus frutos homocarpos siempre espinosos, por la ausencia de roseta basal y por presentar hojas 1-2 pinnatisectas (en vez de 2-3) (). A falta de material para estudiar y comparar, constatamos únicamente la existencia de estos ejemplares y descartamos por ahora la presencia de T. webbii en Aragón.

## Distribución
Se distribuye por el sudoeste de Asia, Norte de África, Macaronesia y oeste y sur de Europa; casi por toda la península ibérica y en Aragón   por todo el territorio salvo en las zonas más elevadas y los suelos ácidos. 

## Hábitat
Se encuentra en  los pastos anuales, claros de matorral y bosques termófilos, cultivos, eriales, cunetas y otros ambientes abiertos secos y soleados.  En sustratos básicos sin ser rara en yesos y suelos salobres, en alturas de 70 - 1000 (1300)  metros. 

## Taxonomía
Torilis nodosa fue descrita por (L.) Gaertn. y publicado en De Fructibus et Seminibus Plantarum.. .. 1: 82. 1788.
Citología
Número de cromosomas de Torilis nodosa (Fam. Umbelliferae) y táxones infraespecíficos = 
Torilis nodosa (L.) Gaertn.: 2n=24.
Sinonimia
- Tordylium nodosum L.
- Lappularia nodosa (L.) Pomel
- Caucalis nodosa (L.) Huds.
- Torilis nodosa var. peduncularis Ten.
- Caucalis nodosa var. heterocarpa Ball.[4][6]

## Nombre común
- Castellano: bardanilla, cachurro, quixones de España.[4]